# Werner Toelcke
Werner Toelcke (eigentlich Tölcke; * 12. September 1930 in Hamburg; † 19. Oktober 2017) war ein deutscher Schauspieler und Schriftsteller.

## Leben
Toelcke kam mit seiner Familie 1945 nach Glauchau in Sachsen und debütierte schon als Schüler am dortigen Stadttheater. 1949 legte er sein Abitur ab und begann im selben Jahr ein Schauspielstudium am Deutschen Theater-Institut in Weimar. 1952 startete er seine Karriere als Schauspieler, die ihn u. a. an das Staatstheater Dresden, die Städtischen Bühnen in Magdeburg und Erfurt und an die Berliner Volksbühne führte, wo er bis 1962 spielte.
Ab 1964 gehörte Werner Toelcke dem Schauspielensemble des DDR-Fernsehens an.
Als Schriftsteller trat Toelcke vor allem mit Krimis hervor. Sein Debüt in diesem Genre gab er 1964 mit Tote reden nicht, der Romanfassung eines zweiteiligen Fernsehfilms, den er für die DEFA/DFF geschrieben hatte. Im Mittelpunkt dieses und der meisten seiner folgenden Fernsehdrehbücher stand der westdeutsche Kriminalassistent, später Privatdetektiv Weber, den Toelcke in den Produktionen selbst verkörperte.
Auch die meisten von Toelckes Romanen waren nicht in der DDR, sondern in Hamburg oder in „einer westdeutschen Großstadt“ angesiedelt.
1984 siedelte Toelcke in die Bundesrepublik über, wo er noch gelegentlich als Drehbuchautor arbeitete. Bis zu seinem Tod im Oktober 2017 lebte er in Oldendorf bei Itzehoe.

## Familie
Toelcke war mit Brigitte Tölcke, geb. Achterberg, verheiratet, mit der er zwei Kinder hatte. Sie arbeitete in Itzehoe als Kinderärztin.

## Werke
- Der zerbrochene Weihnachtsengel, Leipzig 1955
- Peter Petz, Bühnenmärchen, Leipzig: Zentralhaus für Volkskunst, Abt. Künstler. Wort, 1956 – Doppel-Uraufführung am Städtischen Theater Leipzig und am Stadttheater Meiningen, 1956
- Tote reden nicht, Berlin 1965, Gelbe Reihe
- Ausweg Mord, Berlin 1966
- Er ging allein, Berlin 1968
- Die Chance, Berlin 1978
- Töten ist so leicht, Berlin 1979, 2. Aufl. 1983, 3. Aufl. 1995
- Die Operation, Berlin 1980
- Das Gesicht des Mörders, Berlin 1981
- Die letzte Fahrt der San Diego, Drehbuch für ein Kriminalkammerspiel, 1988
- Claire im Oktober, Ed. Winterwork, Borsdorf 2014, ISBN 978-3-86468-638-2

## Filmografie (Auswahl)
als Drehbuchautor und Darsteller:
- 1963: Tote reden nicht (Fernsehzweiteiler), als Kriminalassistent Weber – Regie: Helmut Krätzig
- 1964: Doppelt oder nichts (Fernsehzweiteiler), als Privatdetektiv Weber – Regie: Günter Stahnke
- 1967: Er ging allein (Fernsehzweiteiler), als Privatdetektiv Weber – Regie: Hans-Joachim Hildebrandt
- 1968: Tod im Preis inbegriffen (Fernsehzweiteiler), als Privatdetektiv Weber – Regie: Hans-Joachim Hildebrandt
- 1970: Botschafter morden nicht (Fernsehdreiteiler), als Privatdetektiv Weber – Regie: Georg Leopold
- 1971: Ein Mann, der sterben muß (TV), als Privatdetektiv Weber – Regie: Peter Hagen
- 1974: Rückkehr als Toter (TV), als Ahrens – Regie: Ingrid Sander
- 1977: … inklusive Totenschein (TV), als Henry Berger – Regie: Jurij Kramer

als Darsteller:
- 1955: Der Ochse von Kulm, als Polizist – Regie: Martin Hellberg
- 1956: Thomas Müntzer, als Bauer – Regie: Martin Hellberg
- 1959: Algier 12 Uhr 5 (Fernsehspiel), als Leutnant Gambert – Regie: Georg Leopold
- 1959: Die Geier der Helen Turner (Fernsehspiel), als Gary Brixon – Regie: Hubert Hoelzke
- 1960: Ärzte, als 2. Abwerber – Regie: Lutz Köhlert
- 1960: Liebe, Lords und Lohengrin (Fernsehinszenierung der Städtischen Bühnen Erfurt, vier kleine Komödien), in Das Märchen als Der Lord, in Der fliegende Geheimrat als ein schüchterner junger Mann – Regie: Eugen Schaub
- 1960: Parole Freies Deutschland (Fernsehspiel), als Fähnrich Kraake, Regie: Rudi Kurz
- 1960: Tartuffe (Fernsehinszenierung), als Valére, Mariannes Verlobter – Regie: Paul Lewitt
- 1961: Erniedrigte und Beleidigte (Fernsehinszenierung), als Aljoscha Walkowski – Regie: Erich Geiger
- 1961: Gewissen in Aufruhr (fünfteilige Miniserie) – Regie: Günter Reisch, Joachim Kasprzik
- 1961: Kenners Dreh (Fernsehspiel), als Neffe des Kaufmanns – Regie: Gerhard Respondek
- 1962: Die Insel der Aphrodite (Fernsehinszenierung), als Ralph Owens – Regie: Werner Dissel
- 1962: Mein Freund Stefan Waske (Fernsehspiel), als Oberleutnant Hasso Steinert – Regie: Fred Mahr
- 1962: Die Nacht in Darniza (Fernsehspiel), als Oberleutnant – Regie: Hans-Joachim Hildebrandt
- 1962: Menschen und Tiere (Filmdrama – DDR/UdSSR), als Caesar Carsten – Regie: Sergei Gerassimow, Lutz Köhlert, K. Tawrisan
- 1962: Die Nacht an der Autobahn (Fernsehfilm), als Ruf – Regie: Wilhelm Gröhl
- 1963: Mord in Riverport (dreiteiliger Fernsehkriminalfilm), als Peter Frost – Regie: Hans-Joachim Hildebrandt, Manfred Mosblech
- 1963: Die kurze Leiter (Fernsehlustspiel), als Edmond de Varennes – Regie: Josef Stauder
- 1963: Die Winterschlacht (Fernsehinszenierung), als 1. Panzerleutnant – Regie: Fritz Bornemann
- 1963: Gold für USA (Fernsehspiel), als Dr. Greene – Regie: Wolfgang Luderer
- 1963: Lady Windermeres Fächer (Fernsehkomödie), als Mr. Cecil Graham – Regie: Kurt Jung-Alsen
- 1963: Rolando Gomez ist verschwunden (Fernsehspiel), als Carlos Parella – Regie: Dieter Bülter-Marell
- 1963: Top Secret (Fernsehspiel), als Billy, Freund von Georgy – Regie: Dieter Bülter-Marell
- 1963: Zwischenbilanz (Fernsehfilm), als Erzähler – Regie: Wilhelm Gröhl
- 1963: Komm mit nach Montevideo (Lustspiel mit Musik), als Manfred Hetz – Regie: Fred Mahr, Gert Kudelka
- 1963: Keine Hochzeit ohne Ernst oder Bunbury (Fernsehinszenierung), als Algernon Moncrieff – Regie: Hubert Hoelzke
- 1964: Die große Wut des Philipp Hotz (Fernsehschwank), als Dr. Phil. Philipp Hotz – Regie: Wolf-Dieter Panse
- 1964: Die heiligen drei Könige (Fernsehspiel), als Pete Deering – Regie: Josef Stauder
- 1967: Die Panne (Fernsehspiel), als Traps – Regie: Celino Bleiweiß
- 1967: Die gefrorenen Blitze, als SD-Offizier in Frankreich – Regie: János Veiczi
- 1970: Du und ich und Klein-Paris, als Lorentz – Regie: Werner W. Wallroth
- 1970: Zollfahndung (zwölfteilige Fernsehserie – Teil 3 Das Haus in der Heide), als Frisiersalonbesitzer Wessel – Regie: Celino Bleiweiß
- 1972: Ein Florentinerhut (Fernsehinszenierung), als Emile Tavernier und Achille de Rosalbe – Regie: Robert Trösch
- 1972: Polizeiruf 110: Der Tote im Fließ (Fernsehreihe) – Regie: Helmut Krätzig
- 1972: Der Staatsanwalt hat das Wort: Der illegale Projektant (Fernsehreihe)
- 1973: Das zweite Leben des Friedrich Wilhelm Georg Platow, als Reporter – Regie: Siegfried Kühn
- 1973: Der große Coup des Waldi P. (Fernsehinszenierung), als Dr. Weisenberg – Regie: Robert Trösch
- 1973: Das unsichtbare Visier (Fernsehserie, 5 Folgen), als Major Greiner – Regie: Peter Hagen
- 1974: Die Tonking-Affäre (szenische Dokumentation), als Kapitän Herrick – Regie: Ingrid Sander
- 1974: Kriminalfälle ohne Beispiel: Nach Abpfiff Mord, als Dr. Langhans – Regie: Siegfried Hartmann
- 1975: Watergate (zweiteiliges Fernsehpitaval) – Regie: Wolfgang Luderer
- 1975: Der arme Reiche Hubert B. (Fernsehfilm), als Benno Krüger – Regie: Lutz Köhlert
- 1976: Max Dortu oder Nur die Toten kehren nicht zurück (Fernsehspiel) – Regie: Jens-Peter Proll
- 1976: Schließt mir nicht die Augen (Fernsehspiel) – Regie: Lutz Köhlert
- 1976: Adam und Eva und kein Ende (Fernsehlustspiel), als Dr. Michaelis – Regie: Achim Hübner
- 1977: Auftrag für M & S (Fernsehfilm), als Schniewind – Regie: Peter Deutsch
- 1977: Akcja pod Arsenałem, deutscher Titel: Operation Arsenal (Spielfilm), als SS-Rottenführer Ewald Lange – Regie: Jan Łomnicki
- 1979: Der Staatsanwalt hat das Wort: Der Fall Petra Hansen (Fernsehspiel), als Gerd Hoder – Regie: Achim Hübner
- 1981: Besuch eines Herrn (Szene aus Wir stellen vor) – Regie: Hans Werner

## Theater
- 1957: William Shakespeare: König Lear (Herzog von Burgund) – Regie: Eugen Schaub (Städtische Bühnen Erfurt)
- 1957: Boris S. Romaschow: Die feurige Brücke (Telegraphist) – Regie: Eugen Schaub, deutsche Erstaufführung (Städtische Bühnen Erfurt)
- 1958: Anna Elisabeth Wiede: Das Untier von Samarkand (Ho, Flickenschuster) – Regie: Georg Leopold (Städtische Bühnen Erfurt)
- 1958: Harald Hauser: Am Ende der Nacht (Peter Jensen, deutscher Hauptingenieur) – Regie: Thomas Ruschin (Städtische Bühnen Erfurt)
- 1958: Heiner Müller: Der Lohndrücker (Arzt / 2. Herr) – Regie: Eugen Schaub / Horst Ludwig (Städtische Bühnen Erfurt)
- 1958: Johann Wolfgang von Goethe: Götz von Berlichingen (Hauptmann) – Regie: Eugen Schaub (Städtische Bühnen Erfurt)
- 1958: Jewgenij Schwarz: Rotkäppchen (Fuchs) – Regie: Thomas Ruschin (Städtische Bühnen Erfurt)
- 1958: Hans Lucke: Kaution (Subinspektor McDowell) – Regie: Arno Wolf, Regieassistenz: Werner Toelcke (Städtische Bühnen Erfurt)
- 1959: William Shakespeare: Julius Cäsar (Ligarius/Messalla) – Regie: Eugen Schaub (Städtische Bühnen Erfurt)
- 1959: Harald Hauser: Im himmlischen Garten (Medizinmönch Lo Ssang) – Regie: Franz Kutschera (Volksbühne Berlin)
- 1960: Hans Pfeiffer: Zwei Ärzte (Dr. Pannwitz) – Regie: Thomas Ruschin (Volksbühne Berlin – Theater im 3. Stock)
- 1960: Georges Courteline: Der gemütliche Kommissar – Regie: Franz Kutschera (Volksbühne Berlin – Theater im 3. Stock)
- 1961: Walter Hasenclever: Ein besserer Herr – Regie: Emil Stöhr (Volksbühne Berlin)
- 1962: Gotthold Ephraim Lessing: Emilia Galotti (Appiani) – Regie: Gerd Klein (Volksbühne Berlin)